# Beñat Turrientes
Beñat Turrientes Imaz (Beasáin, Guipúzcoa, 31 de enero de 2002) es un futbolista español que juega de centrocampista en la Real Sociedad de la Primera División de España.

## Trayectoria
Nacido en Beasáin, Guipúzcoa, llegó a la Real Sociedad con apenas 12 años. Con el paso de los años iría quemando etapas, hasta llegar en enero de 2021 al filial, siendo un habitual en las convocatorias inferiores de la selección española.
En la temporada 2020-21, ya como parte de la plantilla de la Real Sociedad "B", jugó 16 partidos y logró el ascenso a la Segunda División tras vencer en la eliminatoria definitiva al Algeciras C. F. El 21 de agosto de 2021 debutó en la categoría de plata del fútbol ante el C. D. Lugo en un encuentro que acabaría con empate a cero.
En septiembre de ese año debutó con la Real Sociedad en un partido contra el Elche C. F. La siguiente temporada ascendió de manera definitiva al primer equipo.

## Selección nacional
El 31 de agosto de 2021 fue convocado por la selección sub-21 de España.

## Estadísticas

### Clubes
Actualizado al último partido jugado el 24 de mayo de 2025.
| Club                       | Div.          | Temporada     | Liga  | Liga  | Copas nacionales | Copas nacionales | Copas internacionales | Copas internacionales | Total | Total |
| Club                       | Div.          | Temporada     | Part. | Goles | Part.            | Goles            | Part.                 | Goles                 | Part. | Goles |
| -------------------------- | ------------- | ------------- | ----- | ----- | ---------------- | ---------------- | --------------------- | --------------------- | ----- | ----- |
| Real Sociedad "C" · España | 3.ª           | 2019-20       | 17    | 0     | —                | —                | —                     | —                     | 17    | 0     |
| Real Sociedad "C" · España | Total club    | Total club    | 17    | 0     | 0                | 0                | 0                     | 0                     | 17    | 0     |
| Real Sociedad "B" · España | 2.ª B         | 2020-21       | 16    | 0     | —                | —                | —                     | —                     | 16    | 0     |
| Real Sociedad "B" · España | 2.ª           | 2021-22       | 20    | 0     | —                | —                | —                     | —                     | 20    | 0     |
| Real Sociedad "B" · España | Total club    | Total club    | 36    | 0     | 0                | 0                | 0                     | 0                     | 36    | 0     |
| Real Sociedad · España     | 1.ª           | 2021-22       | 8     | 0     | 1                | 1                | 4                     | 0                     | 13    | 1     |
| Real Sociedad · España     | 1.ª           | 2022-23       | 6     | 0     | 1                | 0                | 6                     | 0                     | 13    | 0     |
| Real Sociedad · España     | 1.ª           | 2023-24       | 29    | 0     | 6                | 0                | 6                     | 0                     | 41    | 0     |
| Real Sociedad · España     | 1.ª           | 2024-25       | 21    | 0     | 3                | 0                | 7                     | 0                     | 31    | 0     |
| Real Sociedad · España     | Total club    | Total club    | 64    | 0     | 11               | 1                | 23                    | 0                     | 98    | 1     |
| Total carrera              | Total carrera | Total carrera | 117   | 0     | 11               | 1                | 23                    | 0                     | 151   | 1     |

## Palmarés

### Torneos internacionales
| Título           | Equipo                       | Sede  | Año  |
| ---------------- | ---------------------------- | ----- | ---- |
| Juegos Olímpicos | Selección de España (sub-23) | París | 2024 |